# Bray (Berkshire)
Bray (także Bray on Thames) – wieś i civil parish w Anglii, w Berkshire, w dystrykcie (unitary authority) Windsor and Maidenhead. W 2011 civil parish liczyła 9110 mieszkańców. Bray jest wspomniana w Domesday Book (1086) jako Brai.